# صديق البيئة

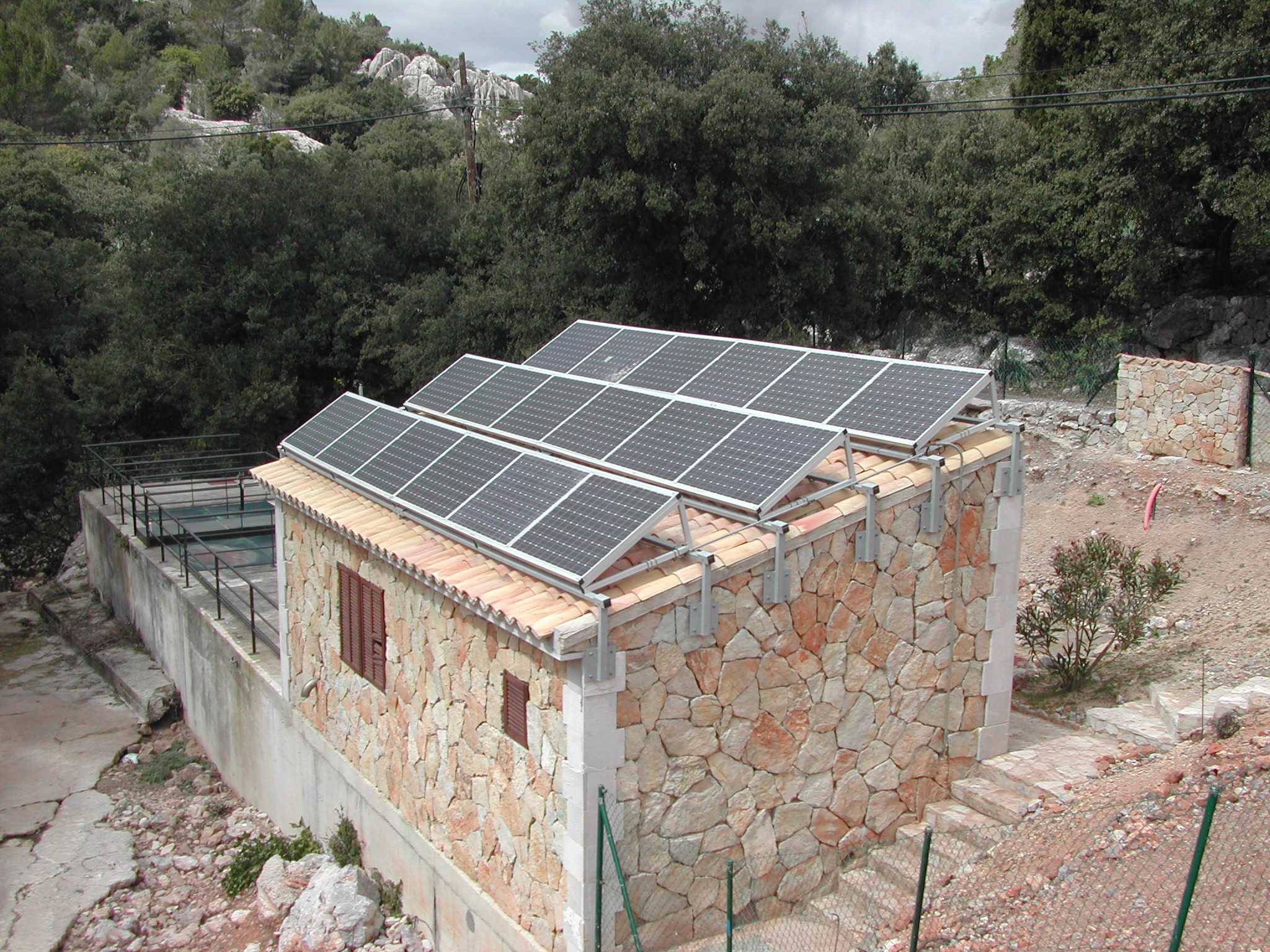
محطة لمعالجة مياه الصرف الصحي تستخدم الطاقة الشمسية.

صديق البيئة هو مصطلح يطلق على التعامل بالمستوي الذي يحقق مبدأ التنمية الإستدامة، مع كافة مكونات البيئة، بحيث نعتمد أكثر على الطاقات المتجددة، واستخدام المواد القابلة لتحلل الحيوي، والقابلة لأعادة التدوير، بالإضافة إلى التخلص الأمن من النفايات، وذالك بإعادة تدويرها، بكافة أنواعها، مع الحفاظ على الموارد الطبيعية، والأنواع الحية، وتحقيق مبدأ الاستدامة.
تستخدم الشركات هذه المصطلحات الملتبسة للترويج للسلع والخدمات، وترفقها أحيانًا بتصديقات أكثر تحديدًا، مثل العلامات البيئية. يمكن الإشارة إلى الإفراط في استخدامها بالغسيل الأخضر. تُنصح الشركات باستخدام الإجراءات صديقة البيئة في عمليات الإنتاج، لضمان التقاء أهداف التنمية المستدامة بنجاح. يقيس الهدف 12 من أهداف التنمية المستدامة على وجه التحديد، 11 غايةً و13 مؤشرًا «لضمان أنماط الاستهلاك والإنتاج المستدامة».
طورت المنظمة الدولية للمعايير أيزو 14020 وأيزو 14024 لوضع مبادئ للعلامات والإعلانات البيئية وإجراءات لها، والتي يجب أن تتبعها جهات التصديق والمصممون البيئيون. تتعلق هذه المعايير على وجه الخصوص بتجنب تضارب المصالح المالية، واستخدام الأساليب العلمية السليمة وإجراءات الاختبار المقبولة، والانفتاح والشفافية في وضع المعايير.

## المتغيرات الإقليمية

### أوروبا
يمكن للمنتجات الموجودة في أعضاء الاتحاد الأوروبي أن تحمل العلامة البيئية للاتحاد الأوروبي بالاعتماد على موافقة الاتحاد الأوروبي. تشير علامة إيماس (خطة الإدارة والتدقيق البيئي)، وهي عبارة عن علامة أخرى في الاتحاد الأوروبي، إلى مدى كون إدارة المنظمة خضراء بالمقارنة مع المنتج. تستخدم ألمانيا أيضًا علامة الملاك الأزرق بناءً على المعايير الألمانية.

### أمريكا الشمالية
تتطلب ادعاءات التسويق البيئي الحذر في الولايات المتحدة. قد تكون العناوين الملتبسة مثل صديقة للبيئة محيرة بدون تعريف محدد، بينما تقدم بعض الهيئات التنظيمية دليلًا. اعتبرت وكالة حماية البيئة الأمريكية أن بعض العلامات البيئية مضللة في تحديد كون المنتج «أخضر» بالفعل.
يوجد علامة واحدة في كندا، هي علامة برنامج الاختيار البيئي، والذي أُنشئ في عام 1988. يُسمح فقط للمنتجات المعتمدة من قبل البرنامج بعرض العلامة.
تُنفذ العديد من المبادرات البيئية في المكسيك بشكل عام، إذ كانت المكسيك من أولى الدول في العالم التي تقر قانونًا محددًا بشأن تغير المناخ. حدد القانون هدفًا إلزاميًا لتقليل انبعاثات غازات الاحتباس الحراري بنسبة 30% بحلول عام 2020. للبلد أيضًا إستراتيجية وطنية لتغير المناخ، والتي تهدف إلى توجيه عملية صنع السياسات على مدار الأربعين سنة القادمة.

### أوقيانوسيا
علامة تصنيف الطاقة، علامة من النوع الثالث، توفر معلومات عن «خدمة الطاقة لكل وحدة من استهلاك الطاقة». أُنشئت لأول مرة في عام 1986، وأُعيد تصميمها في عام 2000 بعد المفاوضات.

### عالميًا
نجم الطاقة، برنامج هدفه الأساسي زيادة كفاءة الطاقة وتقليل انبعاثات غازات الاحتباس الحراري بشكل غير مباشر. لبرنامج نجم الطاقة أقسام مختلفة لدول أو مناطق مختلفة، بما في ذلك الولايات المتحدة، والاتحاد الأوروبي، وأستراليا. يوجد البرنامج –الذي تأسس في الولايات المتحدة– أيضًا في كندا واليابان ونيوزيلندا وتايوان. للهدف 17 من أهداف التنمية المستدامة للأمم المتحدة غاية متمثلة في تعزيز تطوير التقنيات الصديقة للبيئة ونقلها ونشرها في البلدان النامية كجزء من خطة عام 2030.